# أسطول يو-بوت الثالث عشر
أسطول يو-بوت الثالث عشر ( الألمانية 13. Unterseebootsflottille) وحدة من غواصات يو في الحرب العالمية الثانية تابعة لبحرية ألمانيا النازية كريغسمرينه المتمركزة في تروندهايم في النرويج. كان شعار الوحدة صليبًا به سفينة فايكنغ في المنتصف. 

## التاريخ
في عام 1941، بدأ بناء قاعدة الغواصة DORA 1 في تروندهايم. بعد ذلك بعامين، في يونيو 1943، تم تسليمها إلى قائد الأسطول، كورفيتنكابيتان (أصبح في وقت لاحق Fregattenkapitän) رولف Rüggeberg. كان أسطول الغواصات الثالث عشر وحدة في الخطوط الأمامية، ضمت ما مجموعه 55 غواصة من فئة الفئة السابعة سي والفئة السابعة سي/41 حتى نهاية الحرب في مايو 1945. 

## غواصات
| الغواصة                  | الفئة               | في خدمة الأسطول الثالث عشر          |
| ------------------------ | ------------------- | ----------------------------------- |
| يو-212                   | الفئة السابعة سي    | 1 يونيو , 1943 - أكتوبر 31, 1943    |
| يو-251                   | الفئة السابعة سي    | June 1, 1943 - June 30, 1943        |
| يو-255                   | الفئة السابعة سي    | June 1, 1943 - November 30, 1943    |
| يو-277                   | الفئة السابعة سي    | November 1, 1943 - May 1, 1944      |
| يو-278                   | الفئة السابعة سي    | September 1, 1944 - May 8, 1945     |
| يو-286                   | الفئة السابعة سي    | November 5, 1944 - فبراير28, 1945   |
| يو-288                   | الفئة السابعة سي    | فبراير1, 1944 - April 3, 1944       |
| يو-289                   | الفئة السابعة سي    | May 1, 1944 - May 31, 1944          |
| يو-293                   | الفئة السابعة سي    | September 5, 1944 - May 8, 1945     |
| يو-294                   | الفئة السابعة سي    | November 6, 1944 - فبراير28, 1945   |
| يو-295                   | الفئة السابعة سي    | October 1, 1944 - March 31, 1945    |
| يو-299                   | الفئة السابعة سي    | November 5, 1944 - فبراير28, 1945   |
| يو-302                   | الفئة السابعة سي    | June 1, 1943 - October 31, 1943     |
| يو-307                   | الفئة السابعة سي    | November 1, 1943 - April 29, 1945   |
| يو-310                   | الفئة السابعة سي    | September 5, 1944 - May 8, 1945     |
| يو-312                   | الفئة السابعة سي    | September 1, 1944 - May 8, 1945     |
| يو-313                   | الفئة السابعة سي    | September 15, 1944 - May 8, 1945    |
| يو-315                   | الفئة السابعة سي    | September 15, 1944 - May 8, 1945    |
| يو-318                   | الفئة السابعة سي/41 | November 5, 1944 - فبراير28, 1945   |
| يو-354                   | الفئة السابعة سي    | June 1, 1943 - August 24, 1944      |
| يو-360                   | الفئة السابعة سي    | July 1, 1943 - April 2, 1944        |
| يو-362                   | الفئة السابعة سي    | March 1, 1944 - September 5, 1944   |
| يو-363                   | الفئة السابعة سي    | September 15, 1944 - May 8, 1945    |
| يو-365                   | الفئة السابعة سي    | June 9, 1944 - December 13, 1944    |
| يو-366                   | الفئة السابعة سي    | March 1, 1944 - March 5, 1944       |
| يو-387                   | الفئة السابعة سي    | November 1, 1943 - December 9, 1944 |
| يو-425                   | الفئة السابعة سي    | September 15, 1944 - فبراير17, 1945 |
| يو-427                   | الفئة السابعة سي    | November 5, 1944 - فبراير28, 1945   |
| يو-586                   | الفئة السابعة سي    | June 1, 1943 - September 30, 1943   |
| يو-601                   | الفئة السابعة سي    | June 1, 1943 - فبراير25, 1944       |
| يو-622                   | الفئة السابعة سي    | June 1, 1943 - July 24, 1943        |
| يو-625                   | الفئة السابعة سي    | June 1, 1943 - October 31, 1943     |
| يو-636                   | الفئة السابعة سي    | November 1, 1943 - April 21, 1945   |
| يو-639                   | الفئة السابعة سي    | June 1, 1943 - August 28, 1943      |
| يو-668                   | الفئة السابعة سي    | June 1, 1944 - May 8, 1945          |
| يو-673                   | الفئة السابعة سي    | June 21, 1944 - July 31, 1944       |
| يو-703                   | الفئة السابعة سي    | June 1, 1943 - September 16, 1944   |
| يو-711                   | الفئة السابعة سي    | June 1, 1943 - May 4, 1945          |
| يو-713                   | الفئة السابعة سي    | November 1, 1943 - فبراير24, 1944   |
| يو-716                   | الفئة السابعة سي    | October 1, 1944 - March 31, 1945    |
| يو-737                   | الفئة السابعة سي    | July 1, 1943 - December 19, 1944    |
| يو-739                   | الفئة السابعة سي    | January 1, 1944 - May 8, 1945       |
| يو-742                   | الفئة السابعة سي    | June 1, 1944 - July 18, 1944        |
| <i id="mwASc">يو-771</i> | الفئة السابعة سي    | October 1, 1944 - November 11, 1944 |
| يو-921                   | الفئة السابعة سي    | June 1, 1944 - October 2, 1944      |
| يو-956                   | الفئة السابعة سي    | October 1, 1944 - May 8, 1945       |
| يو-957                   | الفئة السابعة سي    | October 1, 1944 - October 21, 1944  |
| يو-959                   | الفئة السابعة سي    | March 1, 1944 - May 2, 1944         |
| يو-965                   | الفئة السابعة سي    | October 1, 1944 - March 30, 1945    |
| يو-968                   | الفئة السابعة سي    | March 1, 1944 - May 8, 1945         |
| يو-992                   | الفئة السابعة سي    | October 1, 1944 - May 8, 1945       |
| يو-994                   | الفئة السابعة سي    | November 5, 1944 - May 8, 1945      |
| يو-995                   | الفئة السابعة سي/41 | يونيو 1, 1944 - فبراير 28, 1945     |
| يو-997                   | الفئة السابعة سي/41 | يونيو 1, 1944 - مارس 1, 1945        |
| يو-1163                  | الفئة السابعة سي/41 | اكتوبر 1, 1944 - مايو 8, 1945       |